# Rasm al-Dżajs
Rasm al-Dżajs – wieś w Syrii, w muhafazie Aleppo. W 2004 roku liczyła 425 mieszkańców.